# Beaverdam (Ohio)
Beaverdam es una villa ubicada en el condado de Allen en el estado estadounidense de Ohio. En el Censo de 2010 tenía una población de 382 habitantes y una densidad poblacional de 241 personas por km².

## Geografía
Beaverdam se encuentra ubicada en las coordenadas 40°49′57″N 83°58′24″O / 40.83250, -83.97333. Según la Oficina del Censo de los Estados Unidos, Beaverdam tiene una superficie total de 1.59 km², de la cual 1.59 km² corresponden a tierra firme y (0%) 0 km² es agua.

## Demografía
Según el censo de 2010, había 382 personas residiendo en Beaverdam. La densidad de población era de 241 hab./km². De los 382 habitantes, Beaverdam estaba compuesto por el 96.86% blancos, el 0.52% eran afroamericanos, el 0.26% eran amerindios, el 0.26% eran asiáticos, el 0% eran isleños del Pacífico, el 0% eran de otras razas y el 2.09% pertenecían a dos o más razas. Del total de la población el 1.31% eran hispanos o latinos de cualquier raza.